# سیارک ۴۷۵۶
سیارک ۴۷۵۶ (به انگلیسی: 4756 Asaramas، نامگذاری:1950HJ) چهار هزار و هفتصد و پنجاه و ششمین سیارک کشف شده‌است که در ۲۱ آوریل ۱۹۵۰ کشف شد.
قدر مطلق سیارک برابر ۱۲٫۰۰ است.